# Бурмака Марія Вікторівна
Марі́я Ві́кторівна Бурма́ка (нар. 16 червня 1970, Харків) — українська співачка, авторка пісень, музикантка, радіо- та телеведуча, громадська активістка, благодійниця. Народна артистка України, кандидатка філологічних наук. Учасниця Революції на граніті, Помаранчевої революції, Євромайдану, Революція гідності, волонтерка АТО. Одна з ТОП-100 найвпливовіших жінок України за версією журналу «Фокус» 2014 року.

## Життєпис
Марія Бурмака народилася у викладацькій сім'ї. У 1987 році вступила на філологічний факультет Харківського університету. Ще у студентські роки почала писати пісні. Закінчила музичну школу за класом гітари. Закінчила середню школу № 4 м. Харкова.
Перемога на фестивалі «Оберіг» у Луцьку 1989 та на «Червоній руті» (друга премія) дала початок її музичній кар'єрі. Фірма «Кобза» випустила касету її пісень під назвою «Ой, не квітни, весно…». В червні 1990 року Бурмака виборола звання «Лауреата» в Каневі на Всеукраїнському фестивалі «ДЗВІН».
Восени 1991 року Бурмака записала на канадській фірмі «Євшан» свій перший компакт-диск «Марія» з композиціями у стилі нью-ейдж. Цього ж року співачка переїхала до Києва. Почала плідно співпрацювати з композитором й аранжувальником Миколою Павлівим.
У 1993 році Бурмака перемогла у хіт-параді «12 — 2» на радіо «Промінь» (пісні «Лишається надія», «Єдиного слова заради», «Ходить сон» і «Я люблю твої кроки»). Восени 1994 року співачка презентувала свій другий компакт-диск  — «Лишається надія».
Протягом 1990-х років Бурмака працювала телеведучою на каналі «СТБ» («КіН», «Рейтинг», «Хто там», «Чайник») та УТ-1 («Створи себе»).
Була активною учасницею практично всіх подій української історії, починаючи з фестивалю «Червона рута» (1989) і Революції на граніті (1990) до Помаранчевої революції (2004) та Революція гідності (2013—2014).
1997 року Марія Бурмака отримала звання Заслуженої артистки України. Протягом наступних років записала альбоми: «Знову люблю» (1997), «Із янголом на плечі» (2001), «МІА» (2002), ремікс-версія «I AM» (2003), «№ 9» (2004), «Ми йдемо! Найкраще» (2004).
Пісні Бурмаки набули популярності й за кордоном. Хіти «Хто я така є» і «Сонцем небом дощем» звучали на польських fm-радіостанціях. Проте спроба видати збірку пісень польською так і не була зреалізована.
Грудень 2004 року — вихід компакт-диску «Ми йдемо», збірка вибраних пісень з 10 альбомів.
Протягом 2005 року Марія Бурмака записала кілька англомовних версій своїх пісень і зняла нові кліпи, дала благодійні концерти у Північній Америці. Була запрошена з лекцією до професорського клубу Колумбійського Університету (Нью-Йорк). Співачка виступила на найбільшому українському фестивалі у США «Верховина» та фестивалі «Лемківська ватра» у Польщі. Взяла активну участь у соціальній акції «Не продавайся», благодійних акціях «ВІЛ/СНІД Альянсу» та «Мережі людей, що живуть з ВІЛ» (2006).
У 2007 році Марію Бурмаку нагороджено Орденом княгині Ольги III ступеня. Вона видала колекцію MP3 на двох дисках «Всі альбоми Марії Бурмаки», а у 2008 році — CD «Саундтреки». До альбому увійшли пісні «Пробач», «Не тому», «Попрощатись не зуміли», «З Днем Народження, Сонце!».
2008 року була членкинею журі літературної премії «Книга року Бі-Бі-Сі».
2009 року Марія Бурмака удостоєна почесного звання «Народна артистка України».
2010 року — запис спільного альбому «Don't laugh at me/ Не смійся з мене» у рамках кампанії Operation Respect спільно із Пітером Ярроу («Peter, Paul and Mary»). А у 2011 році спільний виступ на фестивалі Союзівка (Soyuzivka).
З травня 2011 — Марія Бурмака ведуча авторської рубрики «Музика Сніданку» на каналі «1+1». З вересня 2011 — була ведучою проєкту «Музика для дорослих з Марією Бурмакою» на каналі ТВі.
У лютому 2014 року дала сольний акустичний концерт в революційному Українському Домі для бійців Народної Самооборони.
Влітку і восени 2014 року в складі туру «Підтримаємо своїх» була з виступами в зоні АТО, в прифронтових містах і брала участь у концертах, зібрані кошти від яких були витрачені на потреби добровольчих батальйонів. Займається активною волонтерською і благодійною діяльністю.
У 2014 році випустила альбом «Тінь по воді». Того ж року дала сольний благодійний концерт в Парижі, зібрані кошти були передані до фонду «Таблєточки» та взяла участь в українському фестивалі в Чикаго, зібрані кошти були перераховані в «Фонд допомоги героям».
Наприкінці 2014 року увійшла до ТОП-100 найвпливовіших жінок України за версією журналу «Фокус». Взимку 2015 року співачка зіграла благодійні концерти у Великій Британії. Навесні того ж року відбулись благодійні концерти Марії Бурмаки у США. В листопаді у Канаді.
2015 рік ознаменувався прем'єрами пісень «Танцюй», «Золотиста осінь» (пам'яті Миколи Мозгового), «Фрізбі», а також кліпом на композицію «Ти». У травні 2016 року співачка презентувала романтичний кліп на пісню «Якби ми». А вже у вересні того ж року у концерт-холі Caribbean club вона разом із гуртом Gypsy Lyre презентувала музичну програму «Нове та улюблене». Концерт пройшов із повним аншлагом. Окрім оновленої програми, Бурмака також заспівала дуетом з Олександром Пономарьовим, Арсеном Мірзояном, Іванкою Червінською та Антоніною Матвієнко.
Піснею «Верни до мене, пам'яте моя» долучилася до акції «Так працює пам'ять», присвяченої пам'яті Данила Дідіка і всім, хто віддав життя за незалежність України.

## Дискографія

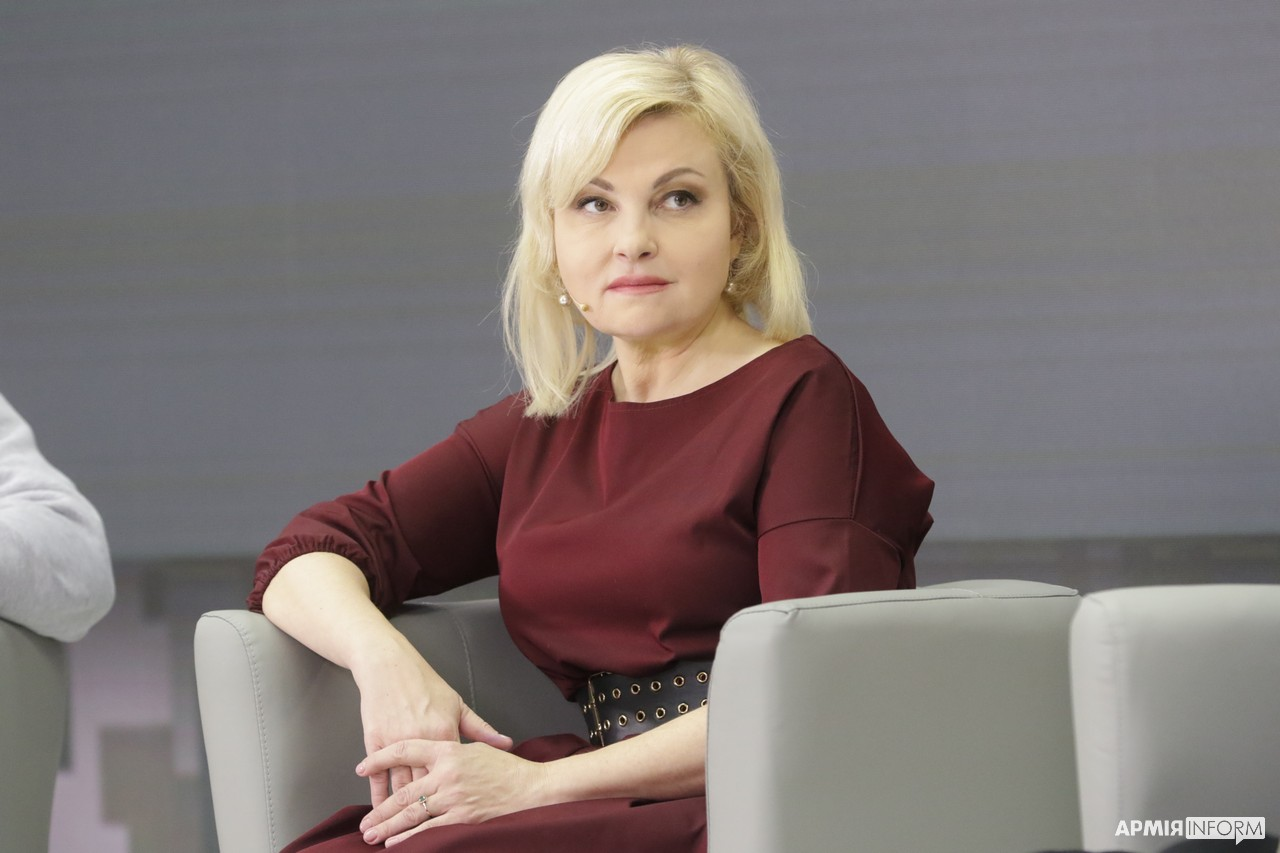
Марія Бурмака, 13 жовтня 2022 року

### Альбоми
- 1990: Ой не квітни, весно...
- 1992: Марія
- 1994: Лишається надія
- 1998: Знову люблю
- 2001: Міа
- 2001: Із янголом на плечі
- 2003: Марія Бурмака I Am
- 2003: Марія Бурмака Live
- 2004: №9
- 2004: Ми йдемо! Найкраще
- 2008: Саундтреки
- 2011: Дитячий Альбом
- 2014: Тінь по воді
- 2016: Другий дитячий альбом
- 2021: Улюблені класики

### Сингли

#### 2022
- Kto taka jestem
- Повернись живим
- Перемога

#### 2023
- Руханка
- Кохання сталь
- Золотиста осінь

#### 2024
- Україна серденько

## Родина
- Батько — Віктор Павлович Бурмака, історик, публіцист, кандидат історичних наук, професор
- Брат — Святослав Бурмака, військовий ЗСУ, проходив службу в 43-й артилерійській бригаді. Загинув 4 січня 2024 року.[6]
- Двоюрідний брат — Юрій Павленко, народний депутат від ОПЗЖ.
- Донька — Ярина (1995).